# Långträskberget
Långträskberget är ett naturreservat i Älvsbyns kommun i Norrbottens län.
Området är naturskyddat sedan 1997 och är 0,6 kvadratkilometer stort. Reservatet omfattar nedre nordostsluttningen av Långträskberget och myrmarker nedanför. Reservatet består av grova tallar och granar. 